# Lutterer Sattel
Der Lutterer Sattel ist eine geologische Sattelstruktur rund um Lutter am Barenberge bzw. das Lutterer Becken. Das Zentrum des Sattels ist durch Erosionsprozesse ausgeräumt und liegt tiefer als die Ränder, die aufgrund von verwitterungsbeständigeren Gesteinen z. T. steile Schichtkämme bilden.